# Persone di nome Alexandros
| Questa pagina contiene informazioni ricavate automaticamente dalle voci biografiche con l'ausilio del template Bio e di un bot. L'aggiornamento è periodico e automatico e ricostruisce completamente la pagina. Se manca una persona in questa lista, sei pregato di non aggiungerla, ma accertati piuttosto che la sua voce biografica contenga il template Bio e che i dati anagrafici siano correttamente compilati. Se il template Bio manca, inseriscilo tu stesso o, in alternativa, metti l'avviso {{tmp\|Bio}} che ne segnala la mancanza. Se i dati riportati sono sbagliati, correggi direttamente la voce biografica; le modifiche saranno visibili in questa lista entro pochi giorni. Per chiarimenti vedi il progetto antroponimi. La lista contiene solo le 54 persone che sono citate nell'enciclopedia e per le quali è stato implementato correttamente il template Bio. Pagina aggiornata al 6 ago 2025. |

Questa è una lista di persone presenti nell'enciclopedia che hanno il nome Alexandros, suddivise per attività principale.

## Allenatori di calcio(1)
- Alexandros Garpozīs, allenatore di calcio e ex calciatore cipriota (Limisso, n. 1980)

## Allenatori di pallacanestro(1)
- Alexīs Falekas, allenatore di pallacanestro e ex cestista greco (Atene, n. 1976)

## Ammiragli(1)
- Alexandros Sakellariou, ammiraglio e politico greco (Mandra, n. 1887 - Atene, † 1982)

## Anarchici(1)
- Alexandros Schinas, anarchico greco (Serres, n. 1870 - Salonicco, † 1913)

## Architetti(1)
- Alexandros Tombazis, architetto greco (Nuova Delhi, n. 1939 - Atene, † 2024)

## Calciatori(14)
- Alexandros Apostolopoulos, ex calciatore greco (Gargalianoi, n. 1991)
- Alexandros Kalogerīs, calciatore greco (Atene, n. 1986)
- Alexandros Kartalīs, calciatore greco (Norimberga, n. 1995)
- Alexandros Katranīs, calciatore greco (Volos, n. 1998)
- Alexandros Kouros, calciatore greco (Poliçan, n. 1993)
- Alexandros Kyziridīs, calciatore greco (Skydra, n. 2000)
- Alex Kōnstantinou, calciatore cipriota (Nicosia, n. 1992)
- Alexandros Lōlīs, calciatore greco (Igoumenitsa, n. 2002)
- Alexandros Malīs, calciatore greco (Agrinio, n. 1997)
- Alexandros Michaīl, ex calciatore cipriota (n. 1974)
- Alexandros Nikolias, calciatore greco (Kymi, n. 1994)
- Alexandros Paschalakīs, calciatore greco (Atene, n. 1989)
- Alexandros Tziolīs, ex calciatore greco (Katerini, n. 1985)
- Alexandros Tzorvas, ex calciatore greco (Atene, n. 1982)

## Cestisti(9)
- Alex Aggelakos, cestista greco (Rodi, n. 1994)
- Alex Antetokounmpo, cestista greco (Atene, n. 2001)
- Alekos Apostolidīs, cestista greco († 1979)
- Alekos Kontovounīsios, cestista e allenatore di pallacanestro greco (Atene, n. 1937 - Atene, † 2025)
- Alexīs Kyritsīs, cestista greco (Atene, n. 1982)
- Alexandros Nikolaidīs, cestista greco (n. 2002)
- Alexandros Sigkounas, cestista greco (Amarousio, n. 1988)
- Alekos Spanoudakīs, cestista greco (La Canea, n. 1928 - La Canea, † 2019)
- Alexīs Spyridōnidīs, cestista greco (Atene, n. 1995)

## Generali(2)
- Alexandros Othonaios, generale greco (Gytheio, n. 1879 - Atene, † 1970)
- Alexandros Papagos, generale e politico greco (Atene, n. 1883 - Atene, † 1955)

## Ginnasti(1)
- Alexandros Chalkokondylīs, ginnasta greco (Atene, n. 1880 - † 1970)

## Golfisti(1)
- Alexandros Merkati, golfista greco (Zante, n. 1874 - Atene, † 1947)

## Lottatori(1)
- Alex Kessidis, lottatore svedese (n. 1995)

## Martellisti(1)
- Alexandros Papadimitriou, martellista greco (Larissa, n. 1973)

## Nuotatori(1)
- Alexandros Chrisafos, nuotatore greco

## Pallanuotisti(2)
- Alexandros Gounas, pallanuotista greco (Atene, n. 1989)
- Alexandros Monastīriōtīs, pallanuotista greco (n. 1924)

## Pallavolisti(1)
- Alexandros Raptīs, pallavolista greco (Patrasso, n. 2000)

## Politici(8)
- Alexandros Diomidis, politico e economista greco (Atene, n. 1875 - † 1950)
- Alexandros Korizis, politico greco (Poros, n. 1885 - Atene, † 1941)
- Alexandros Koumoundouros, politico greco (Avia, n. 1817 - Atene, † 1883)
- Alessandro Mavrocordato, politico greco (Costantinopoli, n. 1791 - Egina, † 1865)
- Alexandros Panagulis, politico, rivoluzionario e poeta greco (Glifada, n. 1939 - Atene, † 1976)
- Alexandros Papanastasiou, politico greco (Tripoli, n. 1876 - Ekali, † 1936)
- Alexandros Svolos, politico greco (Kruševo, n. 1892 - Atene, † 1956)
- Alexandros Zaimīs, politico greco (n. 1855 - Vienna, † 1936)

## Registi(1)
- Alexandros Avranas, regista e sceneggiatore greco (Larissa, n. 1977)

## Rivoluzionari(1)
- Alexandros Kantakouzinos, rivoluzionario, politico e nobile greco (Iași, n. 1787 - Atene, † 1841)

## Scrittori(1)
- Alexandros Papadiamantis, scrittore greco (Skiathos, n. 1851 - Skiathos, † 1911)

## Sollevatori(1)
- Alexandros Nikolopoulos, sollevatore greco (Atene, n. 1875 - † 1970)

## Taekwondoka(1)
- Alexandros Nikolaidīs, taekwondoka greco (Salonicco, n. 1979 - Salonicco, † 2022)

## Teologi(1)
- Alexandros Lykourgos, teologo greco (Karlovasi, n. 1827 - Atene, † 1875)

## Tiratori a segno(1)
- Alexandros Theofilakīs, tiratore a segno greco (Sparta, n. 1877)

## Triplisti(1)
- Alexandros Touferis, triplista, lunghista e ostacolista francese (Atene, n. 1876 - Atene, † 1958)